# Park Hyoung-su
Œuvres principales
Nana à l'aube
Park Hyoung-su, né le 11 août 1972 à Chuncheon en Corée du Sud, est un écrivain sud-coréen.

## Biographie
Après avoir étudié la littérature coréenne, il commence sa carrière de romancier en 2000. Il est également professeur de coréen, fonction qui lui permet de voyager et de parler d'autres cultures dans ses œuvres.

## Livres traduits en français
- KRABI, traduit par Ki-Jung Lee et François Blocquaux, L'Asiathèque, 2015
- Nana à l'aube, traduit par Hyun-joo Jeong et Fabien Bartkowiak, Decrescenzo éditeurs, 2016
- L'art de la controverse,  traduit par Ki-Jung Lee et François Blocquaux, L'Asiathèque, 2016